# Jonge vrouw met een medaillon
Jonge vrouw met een medaillon is een olieverfschilderij van de Nederlandse kunstschilder Gerard van Honthorst, gedateerd 1625, 81,3 x 64,1 centimeter groot. Afgebeeld wordt een courtisane of prostituee die een erotisch voorwerp toont aan de kijker. Het portret bevindt zich in de collectie van het Saint Louis Art Museum.

## Context
In de grote Hollandse steden uit de zeventiende eeuw, met name in Amsterdam, nam de prostitutie in korte tijd enorm toe, veroorzaakt door een toenemend aantal scheepslieden, een vrouwenoverschot en een grote migratiestroom vanuit de Zuidelijke-Nederlanden als gevolg van de Tachtigjarige Oorlog (1568-1648). Diverse kunstenaars namen het tot thema. In de werken van onder andere Gerard van Honthorst, Hendrick ter Brugghen, Dirck van Baburen, Jacob Adriaensz Backer, Abraham Snaphaen en Johannes Vermeer is te zien dat prostituees doorgaans jonge, mooie en rijk geklede dames waren. Goed opgemaakt en uitgedost in een wit hemd met een korset laten ze hun decolletés maximaal uitkomen. Meestal dragen ze gouden ringen, parelkettingen en opvallende oorbellen. Een ander veel gedragen kledingstuk is de haarband met daaraan een parel en felgekleurde veren, zoals te zien op het werk Jonge vrouw met een medaillon van Van Honthorst. Kledingstukken en andere opsmuk werden vaak gehuurd van een koppelaarster (of hoerenwaardin) en zorgden er vaak voor dat prostituees bij haar in het krijt bleven staan en hun verdiensten moesten afstaan.

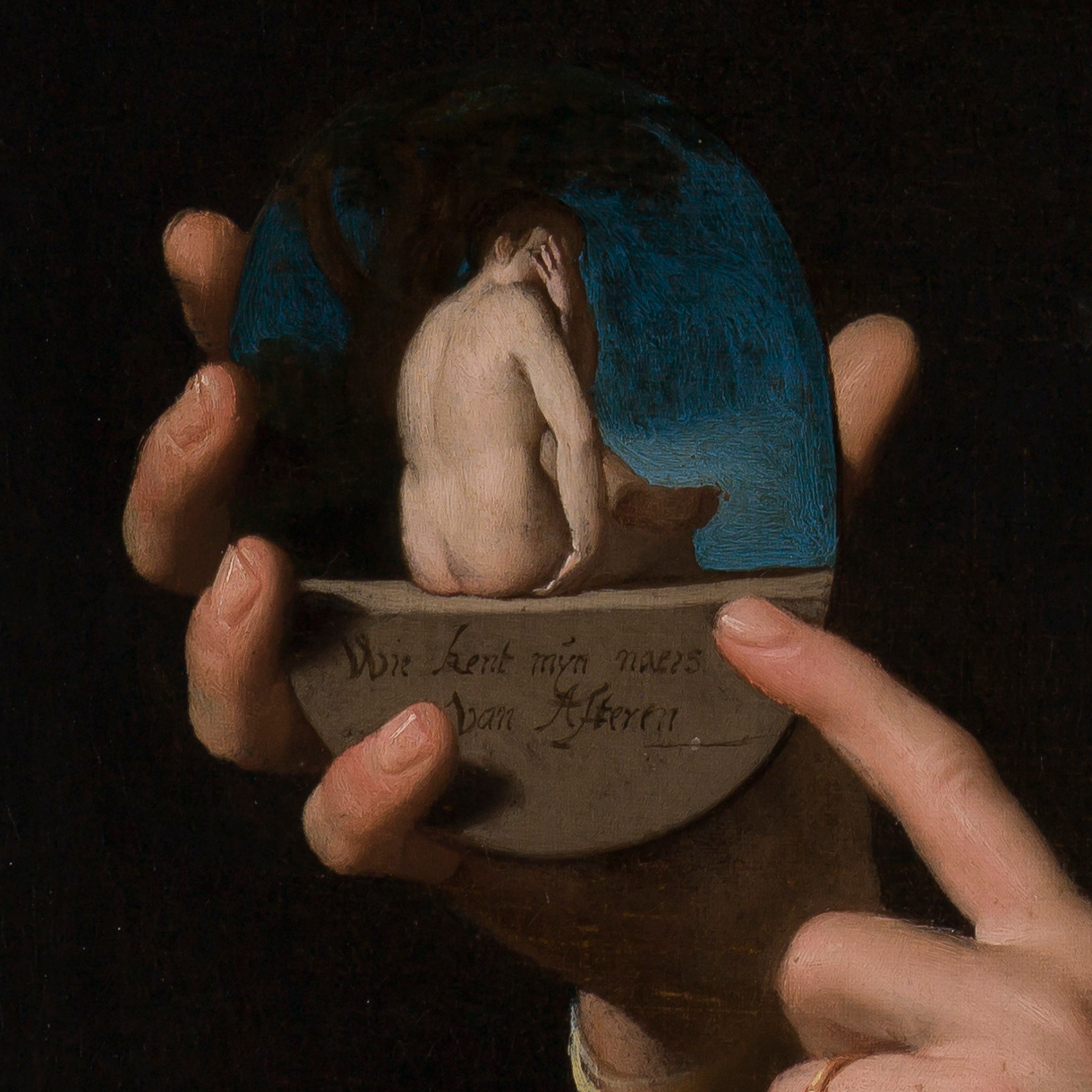
Detail, het medaillon

## Medaillon
Jonge vrouw met een medaillon toont een welgeschapen, blijmoedig lachende dame, met uitpuilende borsten. Met haar ogen gericht op de toeschouwer, wijst ze naar een medaillon. Hierop is een naakte vrouwfiguur bij een boom te zien, die door haar gespreide vingers de toeschouwer aankijkt, daarmee aangevend dat er op moreel gebied best iets door de vingers mag worden gezien. Het vulgaire onderschrift luidt: 'wie kent mÿn naers [kont] van afteren [achteren]', een uitspraak die zonder meer in verband kan worden gebracht met hoererij. De jonge vrouw is dan ook zonder twijfel een courtisane of prostituee. De betere prostituees lieten zich in die tijd vaker portretteren om zich daarmee te kunnen tonen aan de klanten van het huis waarvoor ze werkten. Om zich extra aan te prijzen gebruikten ze daarbij vaak een symbolisch object, bijvoorbeeld een medaillon of iets met een opschrift.

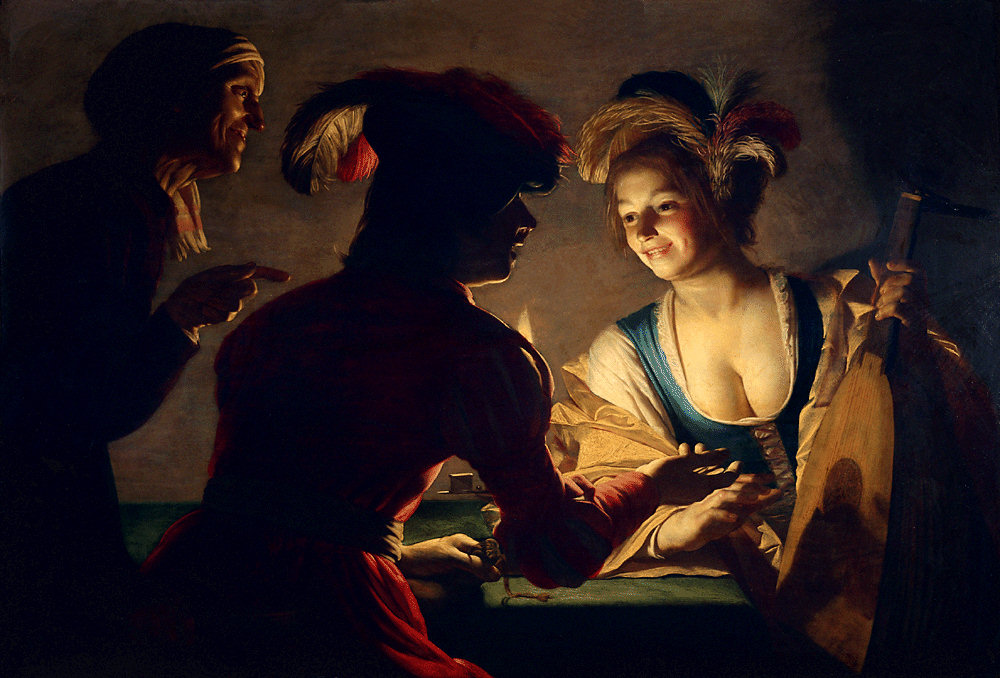
Van Honthorst De koppelaarster, eveneens uit 1625, met hetzelfde model

De veronderstelling dat het in Jonge vrouw met een medaillon om een prostituee gaat wordt in het geval van Van Honthorst eens temeer onderstreept door het feit dat het model, in nagenoeg dezelfde kleding, ook te zien is in Van Honthorsts De koppelaarster, eveneens uit 1625.

## Stijl
Van Honthorst schilderde het portret enkele jaren nadat hij in 1620 vanuit Italië was teruggekeerd naar Utrecht.
Qua stijl is in het schilderij duidelijk de invloed van Caravaggio te herkennen, met name in het gebruik van clair-obscur. Het sterk belichte gezicht en decolleté van de vrouw contrasteren tegen een geheel donkere achtergrond. Door een uitermate vaardig gebruik van schaduwen en een afgewogen kleurcompositie creëert de kunstenaar driedimensionaliteit en een gevoel van aanwezigheid. De uitwerking is sterk realistisch, met een kenmerkende elegantie, zonder rauwheid. Als schilder wordt Van Honthorst gerekend tot de Utrechtse caravaggisten, waarvan dit schilderij een typerend voorbeeld is.

## Historie
Meisje met een medaillon was eeuwenlang niet bekend in de kunstwereld en kon niet eerder worden geïdentificeerd dan in het jaar 1922, toen het opdook bij de Londense kunsthandel Colnaghi & Scott. Via de collectie van W.J. Davies en diens erfgename mrs. Greville Philips uit Hereford belandde het in 1954 onder de veilinghamer bij Christie's. Daar werd het verworven door het Saint Louis Art Museum, waar het nog steeds te zien is.

## Galerij

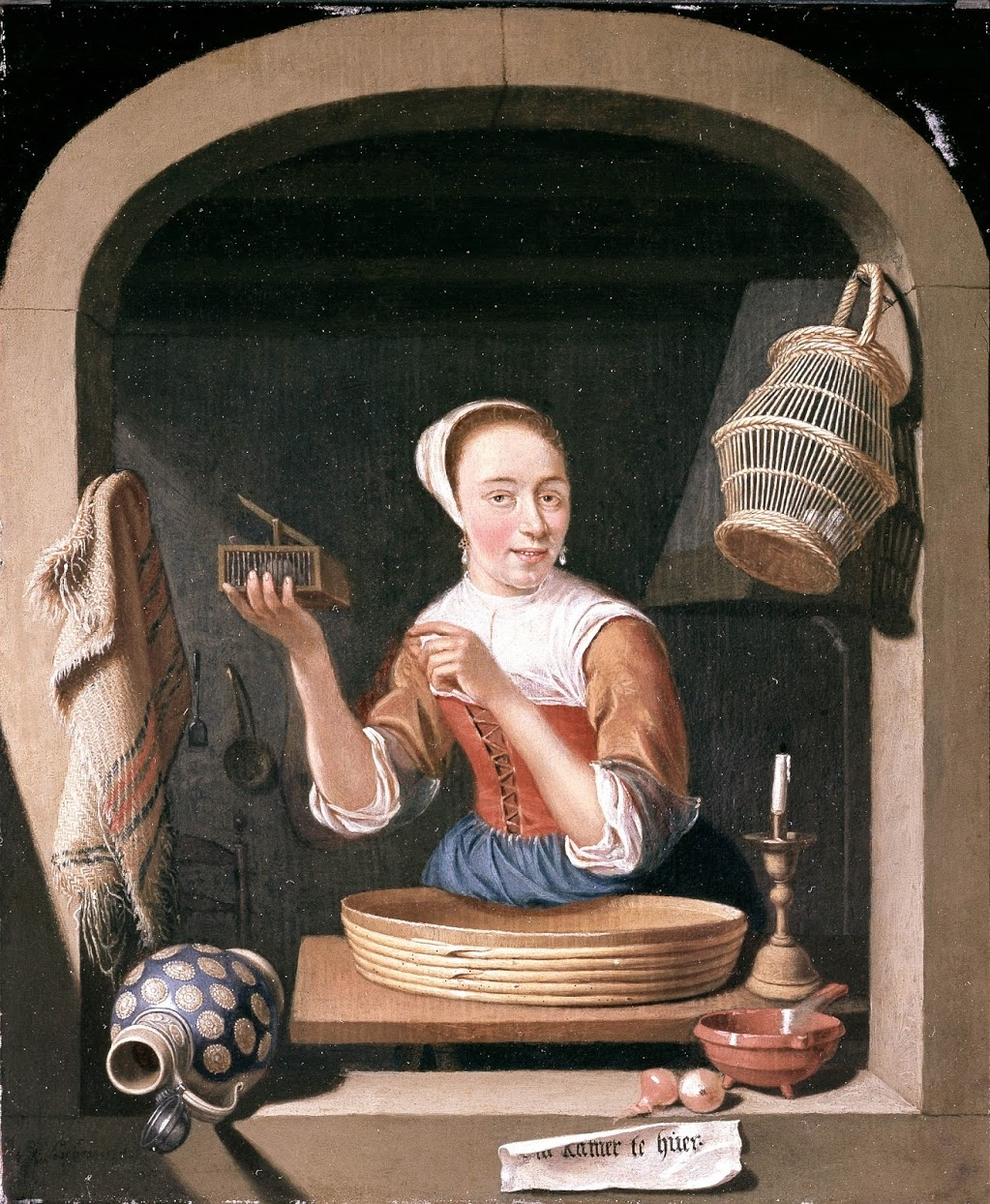
Meisje met een muizenval van Abraham Snaphaen, een jongedame in mooie kledij, met diverse elementen die erotisch kunnen worden geduid. Muizenval en vogelkooi symboliseren de gevangen liefde.
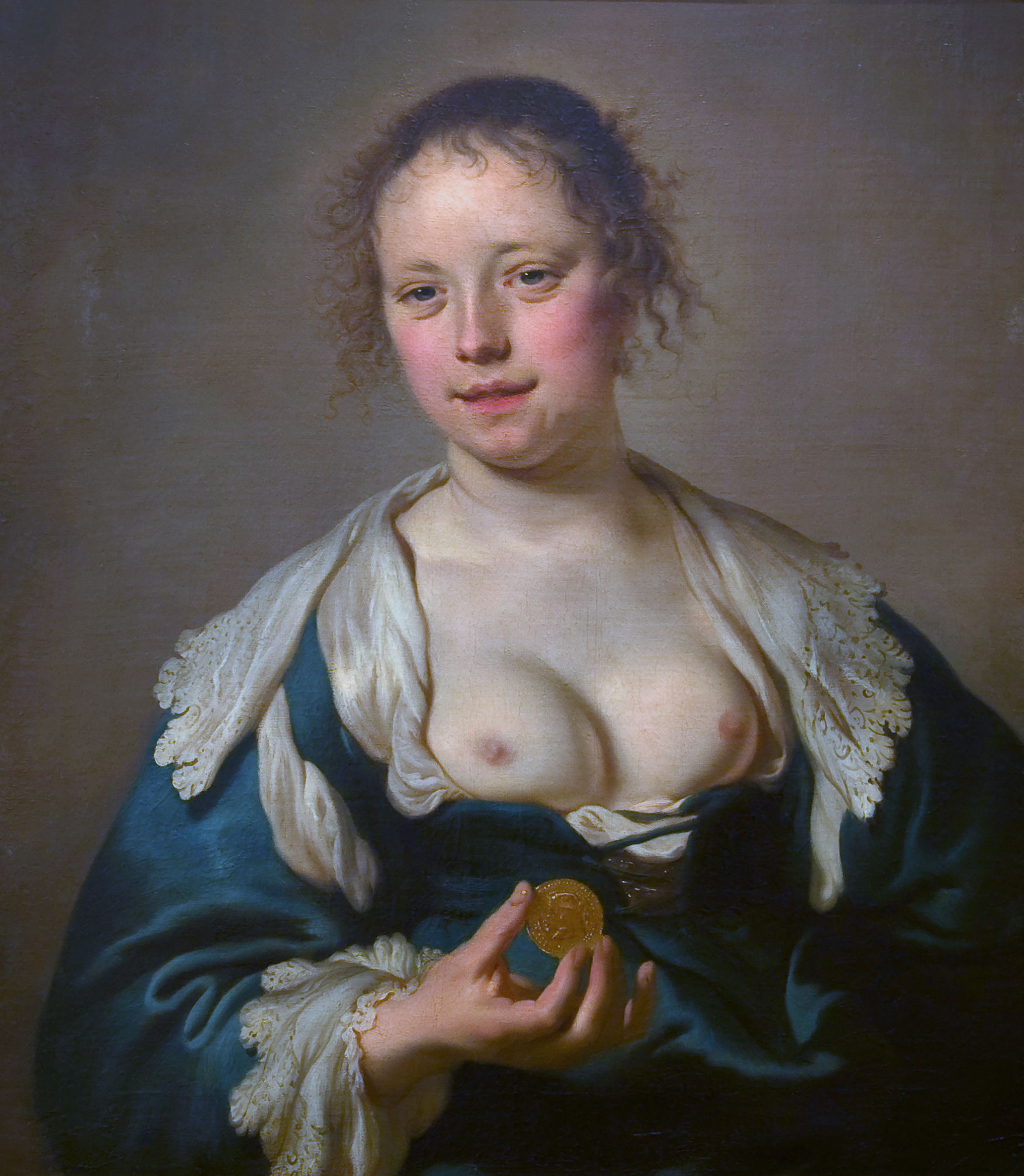
Courtisane met medaillon, 1640, vergelijkbaar portret door Jacob Backer. Het medaillon kan hier ook simpelweg opgevat worden als een geldstuk, voor betaalde liefde
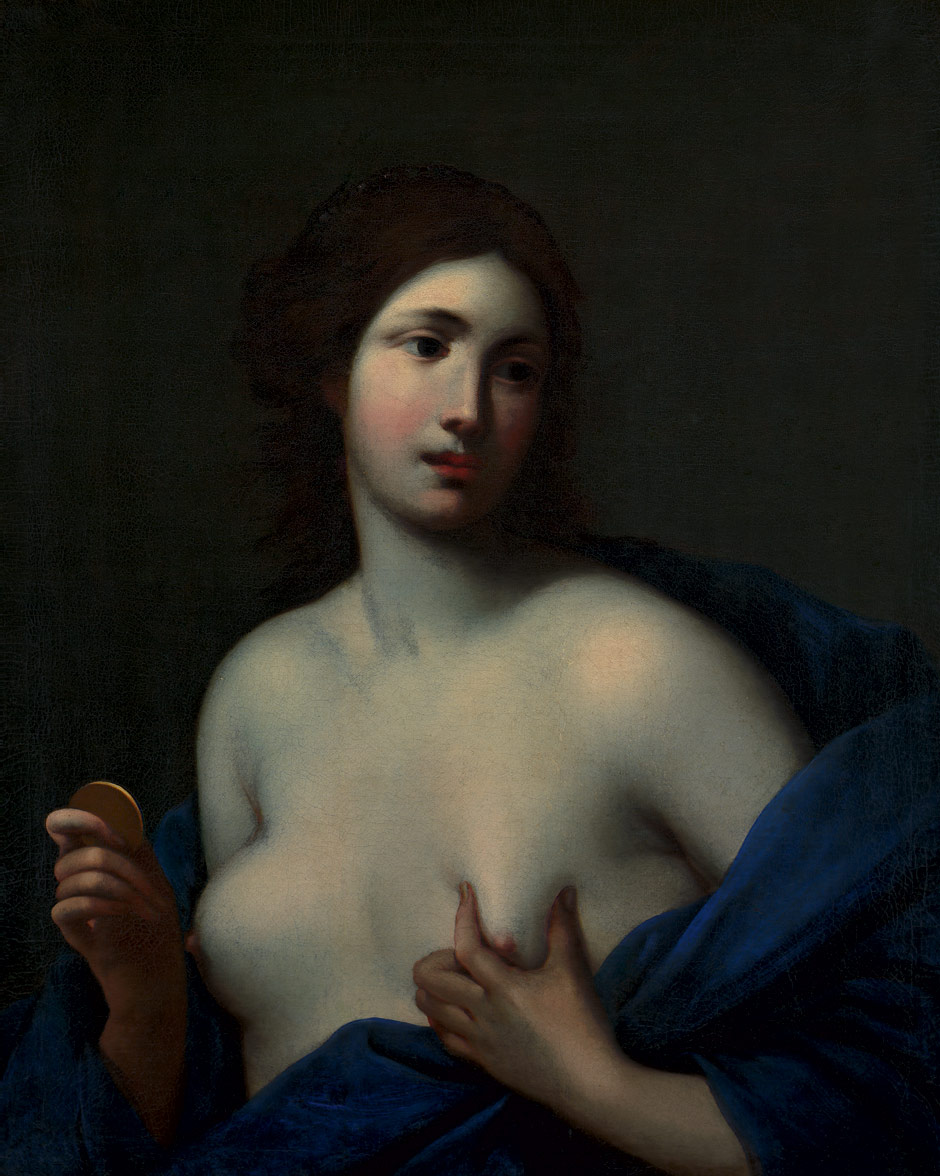
Portret van een prostituee door een onbekende Italiaanse meester uit circa 1600, hetgeen erop kan wijzen dat het gebruik om prostituees met een munt of medaillon te portretteren mogelijk door de Caravaggisten mee naar Nederland is genomen